# 多伞北柴胡
多伞北柴胡（学名：Bupleurum chinense f. chiliosciadium）为伞形科柴胡属北柴胡下的一个变型。分布在中国大陆的河北、陕西、安徽等地，目前尚未由人工引种栽培。

## 扩展阅读
- 維基物種上的相關：多伞北柴胡